# Аменабар, Алехандро
Алеха́ндро Ферна́ндо Амена́бар Ка́нтос (исп. Alejandro Fernando Amenábar Cantos; род. 31 марта 1972, Сантьяго) — испанский кинорежиссёр, сценарист, композитор и актёр.

## Биография
Алехандро Аменабар родился в семье испанки Жозефины Кантос и чилийца Уго Рикардо Аменабара. Его отец работал техником в General Electric, а мать была домохозяйкой. В 1973 году из-за обострения политической ситуации в Чили его семья эмигрировала в Испанию. В 1990 году поступил в Мадридский университет Комплутенсе на факультет информационных наук. Однако бросил его, начав снимать короткометражные фильмы.
В 1991 году получил премию Независимой ассоциации непрофессиональных кинодеятелей (AICA) за свой первый короткометражный фильм «Голова». Год спустя премии кинофестивалей в Эльче и Карабанчеле завоевала другая его короткометражка — «Перепончатокрылый». В 1994 году его третий короткометражный фильм, «Луна», получил премию Луиса Гарсии Берланги за лучший сценарий и награду Независимой ассоциации непрофессиональных кинодеятелей (AICA) за лучшую музыку.
Первый полнометражный фильм Аменабара, «Дипломная работа», продюсировал режиссёр Хосе Луис Куэрда, которого заинтересовал сценарий этой картины. Сюжет этого необычного и странного триллера разворачивается на факультете информационных наук Мадридского университета Комплутенсе, а один из его отрицательных героев получил имя профессора этого факультета, у которого Аменабар провалился на экзаменах. Фильм привлёк внимание критики на Берлинском кинофестивале, а у себя на родине получил семь премий «Гойя», в том числе за лучший фильм, оригинальный сценарий и режиссёрский дебют.
Второй полнометражный фильм Аменабара, «Открой глаза», имел успех у критики на кинофестивалях в Берлине и Токио. Кроме того, он привлёк внимание известного актёра Тома Круза, который выкупил права на сценарий картины и позже снялся в фильме «Ванильное небо», основанном на этом сценарии.
Также Том Круз выступил в роли продюсера третьего фильма Аменабара, «Другие», в котором снялась известная актриса Николь Кидман. Премьера фильма состоялась на кинофестивале в Венеции в 2001 году, где он входил в конкурсную программу. Картина имела успех у критики и публики по всему миру, а в Испании стала самым популярным фильмом года. «Другие» получили восемь премий «Гойя», в том числе за лучший фильм, режиссуру и оригинальный сценарий, а также боролись за премию европейской киноакадемии в номинации «лучший фильм».
В 2004 году на экраны вышел фильм «Море внутри», рассказывающий о реальной жизни полностью парализованного Рамона Сампедро (его роль исполнил Хавьер Бардем) и поднимающий проблему эвтаназии. На фестивале в Венеции картина получила специальную премию жюри (вторую по важности на фестивале), а Хавьер Бардем получил «Кубок Вольпи» как лучший актёр. В 2005 году этот фильм завоевал «Оскар» в номинации «лучший иностранный фильм».
В 2009 году на внеконкурсном показе 62-го Каннского кинофестиваля состоялась премьера исторического фильма «Агора». Главные роли исполнили Рэйчел Вайц и Макс Мингелла.
В сентябре 2004 года открыто объявил о своей гомосексуальности в журнале Shangay.

## Фильмография

### Короткометражные фильмы
- 1992 — Перепончатокрылый / Himenóptero
- 1994 — Луна / Luna

### Полнометражные фильмы
- 1996 — Дипломная работа / Tesis
- 1997 — Открой глаза / Abre los ojos
- 2001 — Другие / The Others
- 2004 — Море внутри / Mar adentro
- 2009 — Агора / Ágora
- 2015 — Затмение / Regression
- 2019 — Во время войны / Mientras dure la guerra
- TBA — Пленник / El cautivo